# Bridge City (Teksas)
Bridge City je grad u američkoj saveznoj državi Teksas. Prema popisu stanovništva iz 2010. u njemu je živjelo 7.840 stanovnika.